# Abba Arikha

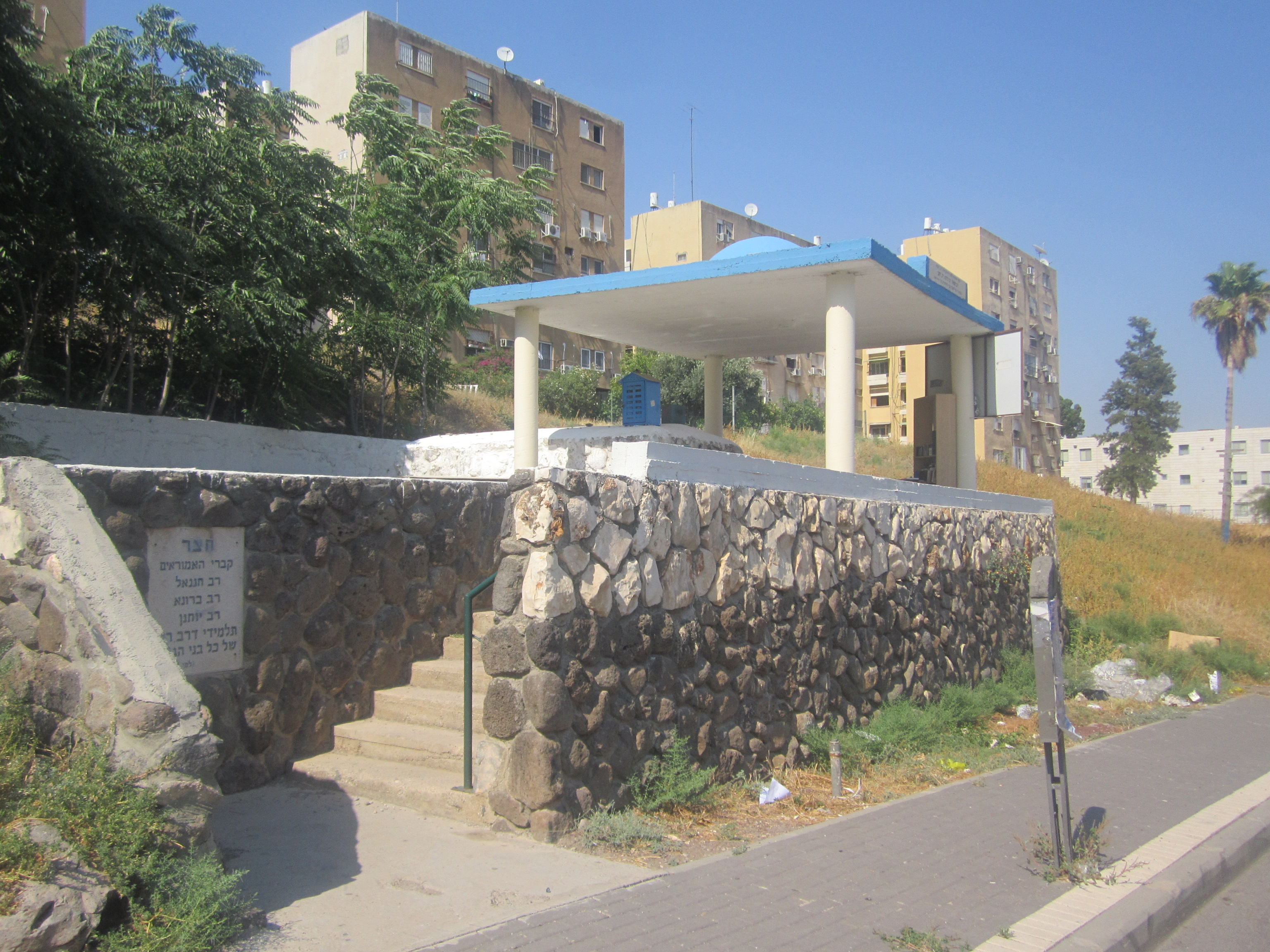
Abba Arikha Grabstätte

Abba Arikha, auch Abba Aricha (deutsche Transkription), kurz Rav oder Rab, veraltet Rabh, geboren um 160; gestorben 247, war ein jüdischer Gelehrter. Er war der letzte Tannait und erste und älteste Amoräer in einem. Er war einer der bedeutendsten jüdischen Gelehrten in Babylon; seine Rückkehr aus Palästina gilt als wichtiges Ereignis der jüdischen Geschichte und als Beginn eines intensiven kulturellen Austausches zwischen den jüdischen Gemeinden Palästinas und Babylons.
Abba Aricha, genannt „der Lange“, wohl wegen seiner ungewöhnlichen Körpergröße, eigentlich Abba, wurde gewöhnlich einfach Rav genannt. Er war Gegenspieler des Mar Samuel, Neffe Chijjas, dem er nach Palästina folgte, um bei Jehuda ha-Nasi zu lernen.
Rav war nach gaonäischer Tradition (Iggeret Rav Scherira Gaon, Ausgabe Lewin, S. 78–81) im Jahr 219 Begründer, dann Leiter des Lehrhauses in Sura am Eufrat in Babylonien, nachdem er aus Palästina zurückgekehrt war, bis zu seinem Tod im Jahr 247. Historisch ist es indessen zweifelhaft, von einem Lehrhaus zu sprechen, es handelte sich eher um einen Kreis von Schülern, der sich um Rav gebildet hatte.
Rav war eine der Hauptgestalten des Talmud; an einigen Stellen (Er 50b; BB 42a; Sanh 83b) heißt es von ihm: „Er gilt als Tannait und darf disputieren“ (d. h., gegen die in die Mischna aufgenommene Ansicht).
Er soll mit Artabanos IV., dem letzten König der Parther, befreundet gewesen sein.